# 프탈산
프탈산(영어: phthalic acid) 또는 1,2-벤젠다이카복실산(영어: 1,2-benzenedicarboxylic acid)은 화학식이 C6H4(CO2H)2.인 방향족 다이카복실산이다. 프탈산은 상업적으로 중요하지는 않지만, 밀접하게 관련된 유도체인 프탈산 무수물은 대규모로 생산되는 필수 화학 물질이다. 프탈산은 벤젠다이카복실산의 3가지 이성질체들 중 하나이며, 나머지는 아이소프탈산과 테레프탈산이다.

## 생산
프탈산은 나프탈렌 또는 오르토-자일렌을 프탈산 무수물로 직접 촉매 산화시킨 후 무수물을 가수분해하여 생성한다.
프탈산은 1836년에 프랑스의 화학자인 오귀스트 로랑이 사염화 나프탈렌을 산화시켜 처음으로 생성하였다. 그는 생성된 물질이 나프탈렌 유도체라고 믿었고, 생성물을 "나프탈산(naphthalic acid)"이라고 명명했다. 이후에 스위스의 화학자인 장 샤를 갈리사르 드 마리냐크가 정확한 화학식을 결정한 후 로랑이 현재의 이름을 부여했다. 19세기의 제조 방법으로는 질산을 사용한 사염화 나프탈렌의 산화 또는 촉매로 수은 또는 황산 수은(II)를 사용하여 탄화수소를 발연 황산으로 산화시키는 것이 있다.

## 합성
나프탈렌이 과망가니즈산 칼륨 또는 중크로뮴산 칼륨으로 산화되면 프탈산이 생성된다.

## 반응 및 용도
|  |

프탈산은 pKa가 2.89와 5.51인 이염기산이다. 모노칼륨 염인 프탈산수소 칼륨은 분석화학의 표준산이다. 일반적으로 프탈산 에스터는 널리 이용가능한 프탈산 무수물로부터 제조된다. 물이 있는 상태에서 나트륨 아말감으로 프탈산을 환원시키면 1,3-사이클로헥사다이엔 유도체가 생성된다.

## 안전
프탈산의 독성은 550 mg/kg의 LD50(쥐)로 보통이다.

## 생분해
세균인 Pseudomonas sp. P1은 프탈산을 분해한다.

## 같이 보기
- 벤젠다이카복실산
- 1,3-벤젠다이카복실산 (아이소프탈산)
- 1,4-벤젠다이카복실산 (테레프탈산)
- 프탈레이트
- 프탈산 무수물
- 프탈산수소 칼륨: 산-염기 적정을 위한 일차 표준 물질